# Isoforondiamine
Isoforondiamine is een organische verbinding met als brutoformule C10H22N2. De stof komt voor als een corrosieve en hygroscopische kleurloze vloeistof met een karakteristieke amine-geur, die zeer goed oplosbaar is in water.

## Toepassingen
Isoforondiamine bevat 2 amine-groepen en kan daarom als monomeer voor polymeren gebruikt worden. Zo wordt het onder andere toegepast in de productie van epoxy-harders, polyamides en isocyanaten.

## Toxicologie en veiligheid
De stof ontleedt bij verhitting en bij verbranding, met vorming van giftige en corrosieve gassen, waaronder stikstofoxiden. Isoforondiamine tast koper-, zink- en tinlegeringen aan.
De stof is corrosief voor de ogen, de huid en de luchtwegen. Inademing van de damp of inslikken van de vloeistof kan longoedeem en ernstig schade aan de farynx en de luchtpijp veroorzaken. Herhaald of langdurig contact kan de huid gevoelig maken.